# Jan Dalemans
Jan Dalemans (30 november 1963) is een Vlaams ondernemer en politicus actief voor de Open Vld. Hij is sinds 2013 de burgemeester van Hechtel-Eksel.

## Biografie
Dalemans behaalde een bachelor bedrijfsboekhouden.
Hij werd gemeenteraadslid begin 2007 na de gemeenteraadsverkiezingen van 2006 in zijn woonplaats Hechtel-Eksel na zijn verkiezing op de lokale lijst HE - VLD - Vivant. Hij was fractieleider en voerde oppositie tegen de CD&V-sp.a-meerderheid. Dalemans werd ook verkozen als provincieraadslid voor VLD en zetelde van 2007 tot en met 2012 in de provincieraad van de Provincie Limburg.
Hij kwam voor de Open Vld ook op bij de federale verkiezingen van 2007 en 2010.
Dalemans kwam bij de gemeenteraadsverkiezingen van 2012 op met de lokale lijst HE. In tegenstelling tot de vorige verkiezingen werd de link met Open VLD of VLD niet meer gemaakt in de lijst.  De partij sprong over de CD&V van de vorige burgemeester Raf Truyens en werd de grootste partij van de gemeente. Dalemans kon een bestuursakkoord afsluiten met CD&V en werd zelf burgemeester in het college van burgemeester en schepenen, zijn voorganger Truyens werd een van de schepenen.
Voor de Open Vld stelde Dalemans zich verkiesbaar bij de Vlaamse verkiezingen 2014.
Hij was bij de gemeenteraadsverkiezingen van 2018 de populairste burgemeester van Limburg toen hij met de lokale lijst HE - Lijst van de burgemeester 60% van de stemmen haalde, en 16 van de 21 zetels in de gemeenteraad.
Dalemans was terug kandidaat bij de Vlaamse verkiezingen 2019.

Buiten de politiek is Dalemans als ondernemer tevens ook voorzitter van de raad van bestuur van drankencentrale Prik&Tik. Hij en zijn partner hebben drie kinderen.